# أشران أصفر
أشران أصفر (الاسم العلمي Umbilicus erectus)، نبات معمر من فصيلة المخلدية، ساقة بسيطة، تعلو من 20 إلى 60 سم. أوراقه القاعدية
دائرية دلتاوية، قلبية، متلوية، مُفرضة. الساقية مُتناقصة. ازهاره عديدة، عنقودية التجميع الكثيف المُتفرع القاعدة. التاج أنبوبي زاهي اللون
الأصفر، يُصبح مُحمرًا بالتجفيف. كان ينصح به في الماضي ضد الصرع، وذكر أن عصيره يُثير الشهوة الجنسية، ويدر البول،
يزهر في أيار وحزيران في الأحراج. انتشاره الجغرافي في تركيا، البلقان، سوريا، لبنان، كالابريا.